# John Konrads
John Konrads (lettisch Jānis Konrāds; * 21. Mai 1942 in Riga, Lettische SSR; † 25. April 2021 in Sydney) war ein australischer Schwimmer lettischer Herkunft.

## Werdegang
1944 floh Konrads’ Familie im Zweiten Weltkrieg vor den sowjetischen Truppen nach Deutschland in ein Flüchtlingslager. 1949 zog die Familie nach Australien, da die Vereinigten Staaten eine Einwanderung wegen der Familiengröße abgelehnt hatten.
Konrads lernte das Schwimmen im Alter von sieben Jahren und wurde von seinem Vater trainiert. Nachdem er Australischer Juniorenmeister über 440 Yards geworden war, wurde er für die Olympischen Spiele 1956 in Melbourne nominiert, kam jedoch nicht zum Einsatz. Sein internationaler Durchbruch begann im Jahre 1958, als er im Januar innerhalb von acht Tagen neue Weltrekorde im Freistilschwimmen über 200 Meter, 220 Yards, 400 Meter, 440 Yards, 800 Meter und 880 Yards aufstellte. Im Februar und März des Jahres folgten acht weitere. Zudem konnte er bei den Australischen Meisterschaften die Wettkämpfe über 220 und 440 Yards sowie 1 Meile gewinnen. Es folgten drei Goldmedaillen bei den British Empire and Commonwealth Games in Cardiff über 440 und 1650 Yards Freistil sowie mit der 4-mal-220-Yards-Freistilstaffel. Bei den Olympischen Spielen 1960 in Rom wurde er im Wettkampf über 1500 m Freistil Olympiasieger und gewann zudem im Wettkampf über 400 m Freistil sowie im 4 × 200-m-Freistilstaffelwettkampf die Bronzemedaille.
Nach seiner zweiten Olympiateilnahme in Tokio 1964 beendete Konrads seine Karriere als Leistungsschwimmer. Fortan betätigte er sich als Schwimmlehrer und gründete eine erfolgreiche Firma. Er produzierte auch einige Lehrvideos.
Im Jahr 1971 wurde er zusammen mit seiner Schwester Ilsa Konrads in die Ruhmeshalle des internationalen Schwimmsports aufgenommen.

## Einzelnachweis
1. ↑  John Konrads: star of Australia’s golden age of swimming dies at 78